# Pharmacogénomique
La pharmacogénomique a pour objet l’étude des effets des gènes sur la réponse aux médicaments. « À l’inverse de la pharmacogénétique qui étudie l’influence du patrimoine génétique sur le sort des médicaments. Il est cependant fréquent que les deux termes soient utilisés. Certains gènes influencent la réponse aux médicaments soit à l'étape de l'absorption, de la dégradation ou de la sécrétion. Différents allèles de ces gènes mènent à des réponses variables d'un individu à l'autre. L'intérêt d'étudier la pharmacogénomique est d'arriver à des prescriptions  plus personnalisées qui tiennent en compte de la génétique du patient. »
Il est possible d'utiliser le séquençage (c'est-à-dire une lecture complète du génome), toutefois le génotypage est souvent plus utilisé (c'est-à-dire l'analyse de certaines parties de génome), car plus rapide et moins coûteux. Les prélèvements pour ces tests sont assez faciles à réaliser. Un prélèvement dans la joue est généralement utilisé et aucun test de sang n'est habituellement nécessaire.
Les pharmacogènes (gènes ayant un impact sur les médicaments) les plus souvent testés sont le CYP2C19, CYP2D6 et le SLC01B1. Il existe d'autres pharmacogènes, de plus en plus d'études permettent de les découvrir.
Les résultats de ces tests permettent par la suite d'être utilisés comme un outil pour l'équipe traitante, afin de déterminer le médicament le meilleur, anticiper certains effets secondaires et prévoir les doses les plus efficaces.